# Stellaria
Stellaria és un gènere de plantes amb flor herbàcies, anuals, que pertany a la família Caryophyllaceae. Comprèn una norantena llarga d'espècies repartides arreu del món. Als Països Catalans se'n fan cinc espècies: el morró (Stellaria media), que és la més comuna, la rèvola (Stellaria holostea) i les més rares Stellaria alsine, Stellaria graminea i Stellaria nemorum.
Produeix plantes amb inflorescències cimoses ramificades, amb flors blanques de cinc pètals, que en moltes espècies estan profundament dividits en dos lòbuls, de manera que a primer cop d'ull aparenten ser deu pètals en comptes de cinc. En general tenen 10 estams i un pistil amb tres estils. Les tiges són herbàcies i toves i normalment molt ramificades.
El seu nom prové del mot llatí stella, estrella. Fa al·lusió a l'aspecte d'estrella produït pels pètals, oberts com una rosa dels vents o una estrella de mar.

## Taxonomia
- Stellaria alaskana Hultén
- Stellaria alsine Grimm.
- Stellaria americana (Porter ex B.L. Robins.) Standl.
- Stellaria antillana Urban
- Stellaria aquatica (L.) Scop
- Stellaria borealis Bigelow
- Stellaria calycantha (Ledeb.) Bong.
- Stellaria ciliatosepala Trautv.
- Stellaria corei Shinners
- Stellaria crassifolia Ehrh.
- Stellaria crassipes Hultén
- Stellaria crispa Cham. et Schlecht.
- Stellaria cupaniana (Jord. & Fourr.) Beg.
- Stellaria dicranoides (Cham. et Schlecht.) Fenzl
- Stellaria edwardsi R. Brown
- Stellaria fontinalis (Short et Peter) B.L. Robins.
- Stellaria graminea L. - rèvola menuda
- Stellaria holostea L. - rèvola
- Stellaria humifusa Rottb.
- Stellaria irrigua Bunge
- Stellaria littoralis Torr.
- Stellaria longifolia Muhl. ex Willd.
  - Stellaria longifolia var. eciliata (Boivin) Boivin
- Stellaria longipes Goldie
  - Stellaria longipes var. longipes Goldie
  - Stellaria longipes ssp. arenicola (Raup) Chinnappa et J.K. Morton
  - Stellaria longipes ssp. longipes Goldie
- Stellaria media (L.) Vill. - morró
- Stellaria neglecta Weihe
- Stellaria nemorum L.
- Stellaria nitens Nutt.
- Stellaria obtusa Engelm.
- Stellaria oxyphylla B.L. Robins.
- Stellaria pallida (Dumort.) Piré
- Stellaria palustris Hoffm.
- Stellaria parva Pedersen
- Stellaria porsildii Chinnappa
- Stellaria prostrata Baldw.
- Stellaria pubera Michx.
- Stellaria ruscifolia Pallas ex Schlecht.
- Stellaria sitchama Steud.
- Stellaria umbellata Turcz. ex Kar. et Kir.